# Audiogalaxy

Logo Audiogalaxy

Audiogalaxy était un système de partage de fichier centralisé sur Internet très populaire. Le site met aujourd'hui à disposition de la musique en ligne via la plateforme Rhapsody.

## Le système peer-to-peer initial
Créé par Michael Merhej et David McArthur, le système initial reposait sur l'installation d'un logiciel minimaliste qui indexait les fichiers MP3 présents sur les ordinateurs : le satellite. Les fichiers présents sur les disques durs des utilisateurs étaient alors listés sur le site web d'Audiogalaxy. Un moteur de recherche permettait de trouver les fichiers qui pouvaient alors être téléchargés, toujours via le satellite. Accessible en permanence, avec un système de reprise des téléchargements interrompus, le site a très vite attiré les utilisateurs quittant la plateforme Napster (2001). Cependant, la structure centralisée d'AudioGalaxy rendait le système encore plus vulnérable que Napster aux poursuites judiciaires.
La mission d'AudioGalaxy était de faciliter le transfert de musique. Le système était réputé pour sa communauté, notamment grâce aux fonctions de chat dans les groupes et de forums par artiste. On pouvait non seulement recevoir, mais aussi envoyer un fichier à un autre utilisateur.
Même si le système était conçu pour le partage de musique, les fichiers de n'importe quel type pouvaient également être partagés, simplement en les renommant. Pour partager foobar.zip, il suffisait de le renommer foobar zip .mp3.

### Audiogalaxy Gold
Audiogalaxy a très tôt mis en place une version payante en plus de la version gratuite : les abonnés payants avaient accès à :
- un serveur dédié au lieu du site audiogalaxy.com (censé être plus rapide)
- une version spéciale du satellite, avec priorité pour la connexion au réseau, sans spywares ni publicités
- un forum réservé aux inscrits

### Les problèmes judiciaires
Face aux menaces de la RIAA qui estimait que le site proposait des fichiers en téléchargement illégalement, Audiogalaxy a commencé à mettre en place un premier filtrage. Cependant, ces premiers filtres se sont révélés être peu efficaces dans leur sélection : bien qu'AudioGalaxy prétende coopérer avec l'industrie musicale pour bloquer les chansons sous copyright, le système continue à permettre l'échange de MP3 illégaux.
En mai 2001, AudioGalaxy implémente des « groupes » qui permettent à leurs membres de s'échanger des chansons. Certains bidouilleurs utilisèrent cette « backdoor » pour contourner les règles filtrant les restrictions sur certains titres de chansons (bloqués par AudioGalaxy pour des raisons de droit d'auteur).
Le 9 mai 2002, AudioGalaxy impose la présence des fichiers dans le dossier partagé de l'utilisateur pour pouvoir être envoyés. Il était auparavant possible d'envoyer n'importe quelle chanson en éditant les paramètres du CGI. La protection est vite contournée en créant un dossier partagé fantôme et en lançant une chanson avec le même nom. Le système de hachage permettait tout de même de lancer le fichier correct malgré le fichier fantôme.
Devant l'inefficacité du filtrage, la RIAA décide de poursuivre Audiogalaxy en justice le 24 mai 2002. Ce jour, le site bloque la possibilité d'envoyer des fichiers identifiés comme protégés par le droit d'auteur. 
Le 17 juin 2002, AudioGalaxy obtient un accord à l'amiable avec la RIAA. L'accord autorise AudioGalaxy à utiliser un système de filtre qui nécessite que pour chaque fichier mis à disposition, l'auteur, l'éditeur et la société d'enregistrement doivent donner leur accord. Le partage de la quasi-totalité des fichiers est bloqué.
Après la fermeture de son service d'échange de fichiers, une partie des inscrits sont partis pour Mediaseek ou GLT Poliane, deux clones d'Audiogalaxy, mais ceux-ci n'ont jamais atteint la popularité de l'original.

## Le nouvel Audiogalaxy
Le 8 septembre 2002, AudioGalaxy reprit à listen.com un système de streaming payant nommé Rhapsody et cessa son service de P2P basé sur une interface web.
Bien que les fichiers ne soient plus partagés, certains forums sont toujours actifs (exemples : Radiohead, Rush et General Discussion).
Il revient en 2012.
Ce nouveau service permet à des utilisateurs de streamer leurs musiques personnelles présentes sur un ordinateur distant par une interface web ou bien par différentes applications Android ou iOS.
Ce service fut racheté en 2012 par DropBox qui a pris la décision de fermer ce site. L'inscription était impossible depuis le 31 décembre 2012 puis l'utilisation impossible à partir du 31 janvier 2013
.